# Граф-маршал

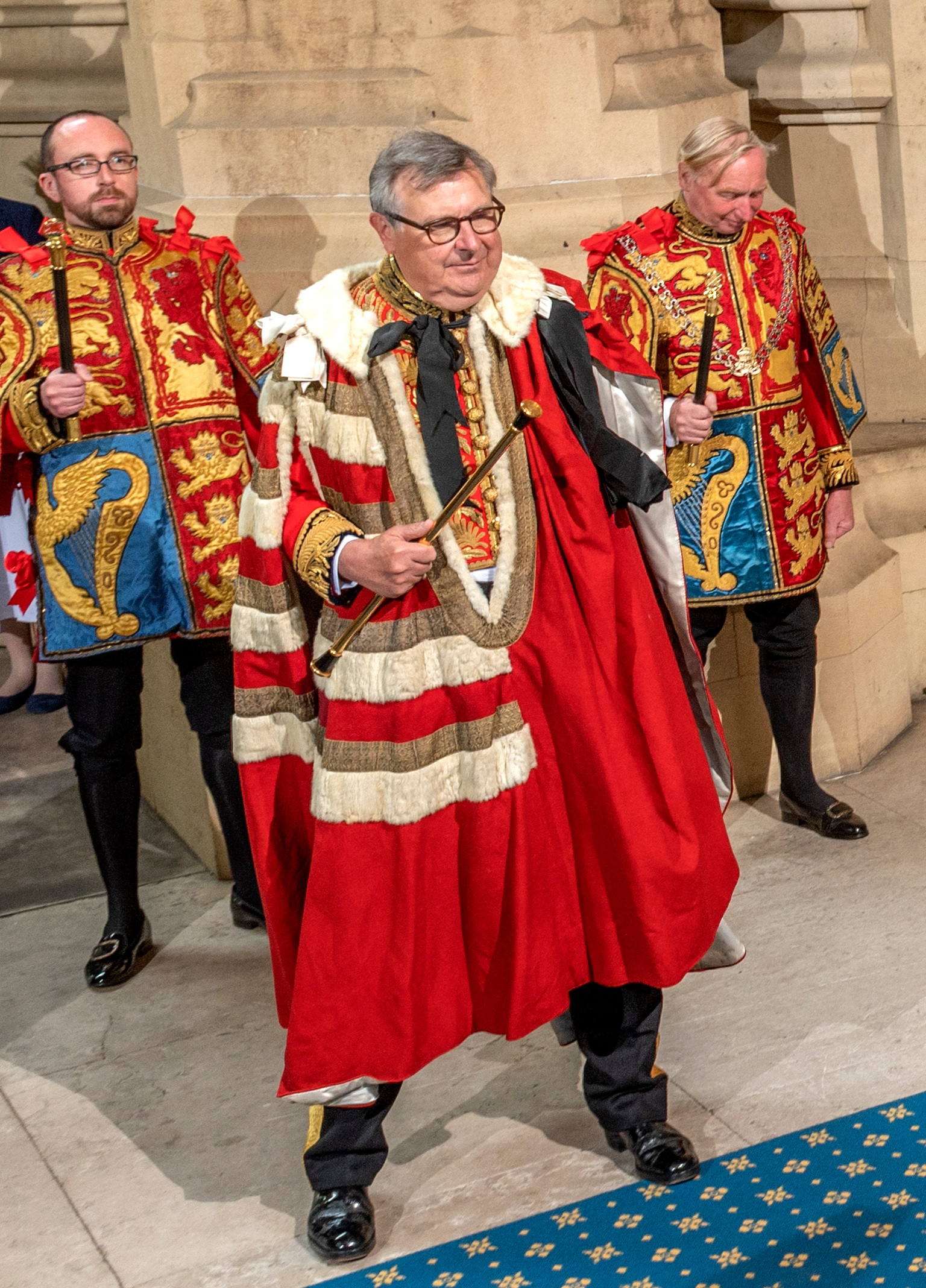
Эдуард Фицалан-Говард, 18-й герцог Норфолк, граф-маршал Великобритании с 2002 года

Граф-маршал (англ. Earl Marshal, использовались также варианты Marschal, Marischal и Marshall) — наследственная должность одного из высших сановников Великобритании. Восьмая по значимости должность высших сановников, следует после лорда-констебля и предшествует лорду-адмиралу. Граф-маршал несёт ответственность за организацию государственных похорон и коронации монарха в Вестминстерском аббатстве. Также является главным герольдмейстером страны.
В настоящее время должность граф-маршала занимает Эдуард Фицалан-Говард, 18-й герцог Норфолк, который унаследовал должность в 2002 году.
Ранее также существовали должности граф-маршала Ирландии и граф-маршала Шотландии.

## Англия
Впервые должность маршала в Англии упоминается в «Constitutio Domus Regis», составленной в первые годы правления короля Стефана. Некрупный англонормандский рыцарь, участник гражданской войны в Англии на стороне императрицы Матильды Джон Фиц-Гилберт «Маршал» (ок. 1105 — 1165), заплатил 40 серебряных марок за право обладать этой должностью. Первоначально должность называлась «главный маршал королевского двора». Она первоначально не относилась к числу высших придворных должностей. Маршал отвечал за содержание лошадей, ястребов и гончих, а также за организацию повседневной жизни королевского двора и находился в подчинении у констебля Англии. Большой властью маршал первоначально не обладал, однако эта должность позволяла главному маршалу находиться в близком окружении короля. В его подчинении находились четыре помощника, несколько королевских церемониймейстеров, смотритель покоев и смотритель королевских каминов.
После того как английский престол занял Генрих II Плантагенет, сын Матильды, должность стала наследственной и дала название роду Маршалов (Marshalls), потомков Джона Фиц-Гилберта. Четвёртый сын Джона Фиц-Гилберта, Уильям Маршал, граф Пембрук, служил в качестве маршала при нескольких монархах, а после смерти Иоанна Безземельного осуществлял функции регента Англии. После того как зять Уильяма получил титул граф Норфолк, к должности маршала был добавлен графский титул, и она стала именоваться «граф-маршал». Наследственный титул граф-маршала с 1245 года принадлежит графам (а позже — герцогам) Норфолк.
После учреждения в 1484 году Геральдической палаты — высшего органа страны по вопросам генеалогии и геральдики на граф-маршала были также возложены обязанности её главы, а также — совместно с лордом- констеблем — руководство Геральдическим судом для отправления правосудия по вопросам, касающимся законодательства о геральдике.
В заявлении лорда-хранителя печати Артура Эннесли, сделанном 16 июня 1673 года, полномочия граф-маршала были сформулированы следующим образом: «имеет право судить и принимать решения по всем вопросам, касающимся геральдики, установления принадлежности к знатным родам, рыцарства; принимать законы, постановления и распоряжения для хорошего управления должностными лицами в сфере генеалогии и геральдики; назначать должностных лиц в Геральдической палате; наказывать сотрудников Геральдической палаты за ненадлежащее исполнение своих обязанностей». Также было заявлено, что никакие грамоты о праве на фамильные гербы, титулы, принадлежность к тем или иным знатным родам не могут быть предоставлены без согласия граф-маршала.

## Ирландия
В Ирландии, как части Соединённого королевства, по аналогии с Англией, существовала должность граф-маршал Ирландии. Среди наиболее известных носителей титула — Уильям Маршал, 1-й граф Пембрук, и Уолтер Деверё, 1-й граф Эссекс (1539—1576).

## Шотландия
В Шотландии, как части Соединённого королевства, по аналогии с Англией, существовала должность граф-маршал Шотландии.

## Великобритания
Закон о Палате лордов 1999 года упразднил наследование должностей пэров (членов палаты лордов), но при этом предусматривает, что граф-маршал и Лорд великий камергер сохраняют свои места в палате лордов, чтобы продолжать выполнять свои церемониальные функции.